# Nina Bažantová
Nina Bažantová (* 29. července 1947 Krupka-Bohosudov) je česká historička umění, zabývající se historií středověkého a renesančního textilu a místopisem.

## Život a dílo
Vystudovala střední odbornou školu výtvarnou a poté v letech 1968–1973 dějiny umění a etnografii na Filozofické fakultě Univerzity Karlovy v Praze. (Doc. Jiří Kropáček, prof. Jaroslav Pešina). 
Patřila k zakládajícím pracovníkům Státních restaurátorských ateliérů v Praze, kde se věnovala průzkumům, metodice a dokumentaci restaurování historického textilu. Dále pracovala v letech 1992–1996 jako kurátorka v oddělení textilu a odívání Uměleckoprůmyslového musea v Praze. 
V obou institucích se věnovala výzkumu historických textilií starších období, problematice jejich konzervování a rekonstrukci archeologických textilních nálezů, počínaje starověkými egyptskými a raně středověkými koptskými fragmenty textilií (výstava Poklady z Egypta), přes textilie z relikviáře sv. Maura, ze Svatovítského pokladu (rukavice sv. Vojtěcha) až po nálezy středověkého textilu ze sbírek Pražského hradu (zejména z hrobu kněžny Ludmily v bazilice sv. Jiří a z hrobů dvou pražských biskupů ve Svatovítské bazilice). Výsledky prezentovala v odborných statích i na výstavách. 
Po odchodu do svobodného povolání od roku 1997 spolupracuje se svým manželem, prof. PhDr. Janem Bažantem, archeologem a historikem antické kultury, výzkumným pracovníkem Kabinetu pro klasická studia Filosofického ústavu Akademie věd ČR. 
Společně publikovali například monografii Vila Hvězda v Praze (1555-1563), mistrovské dílo severské renesance. Praha 2013
Podílí se na projektech také redakčně, a věnuje se výzkumu ikonografie evropských historických tapiserií z hlediska recepce antické kultury.